# Moulins du Nord
Pour plus de détails, voir Fiche technique et Distribution.
Moulins du Nord est un documentaire français réalisé par Philippe Haudiquet en 1971.

## Synopsis
Le film retrace l’activité des derniers moulins à vent du Nord-Pas-de-Calais.

## Fiche technique
- Titre : Moulins du Nord
- Réalisation : Philippe Haudiquet
- Assistant réalisateur : Gérard Zimmermann
- Directeur de la photographie : Claude Beausoleil
- Son : Alain Lachassagne
- Montage : Chantal Durand
- Production : 	Citévox
- Pays d'origine :  France
- Genre : documentaire
- Durée : 31 minutes
- Date de sortie : France, 1971

## Intervenants
- André Darré : Le moulin Michel à Coquelles dans le Pas-de-Calais
- Michel Markey : Le moulin du Steenmeulen à Terdeghem dans le Nord
- Marthe Dendrael : Le moulin Dendraël à Pitgam dans le Nord
- Thérèse Vercruyce :  Le moulin Vercruysse à Hondschoote dans le Nord
- Marie-Louise Dereeper et Fortuné Dereeper : Drievenmeulen à Steenvoorde dans le Nord